# J. F. K. : Le Destin en marche
J. F. K. : Le Destin en marche (JFK: Reckless Youth) est une mini-série américaine en deux parties, réalisée par Harry Winer, et diffusée en 1993.

## Fiche technique
- Titre original : JFK: Reckless Youth
- Titre français : J. F. K. : Le Destin en marche
- Réalisation : Harry Winer
- Scénario : William Broyles Jr., d'après un ouvrage de Nigel Hamilton
- Photographie : Jean Lépine
- Musique : Cameron Allan
- Durée : 183 min
- Pays :  États-Unis

## Distribution
- Patrick Dempsey (VF : Éric Legrand) : John Fitzgerald Kennedy
- Terry Kinney (VF : Jean-Luc Kayser) : Joseph Patrick Kennedy
- Loren Dean (VF : Denis Laustriat) : Joe Kennedy, Jr.
- Yolanda Jilot : Inga Arvad
- Robin Tunney (VF : Virginie Ogouz) : Kathleen Kennedy
- Andrew Lowery : Lem Billings
- Stan Cahill (VF : Vincent Ropion) : Torb Macdonald
- Claire Forlani (VF : Virginie Ledieu) : Ann Cannon
- Malachy McCourt : Honey Fitz
- James Rebhorn : St. John
- Diana Scarwid (VF : Marion Game) : Rose Kennedy
- Natalie Radford : Rosemary Kennedy
- Cedric Smith : Bruce Hopper
- Greg Spottiswood (VF : Mark Lesser) : Skeeter Orton
- Andrew Miller : Rip Horton

 Source et légende : Carton du doublage français télévisuel.